# Кунлун
Кунлун (на китайски: 昆仑山脉, на уйгурски: كۇئېنلۇن تاغ تىزمىسى, на тибетски: ཁུ་ནུ་རི་རྒྱུད།) е една от най-големите по площ планинска система в Азия. Простира се на територията на Китай на протежение около 2700 km от Памир на запад до Сино-Тибетските планини на изток. Средната височина на вододелните гребени е около 6000 m в северните хребети и до 6500 m – в южните

## Геоложки строеж, полезни изкопаеми
Цялата планинска система на Кунлун принадлежи към палеозойските нагънати съоръжения. Антиклинорият на Западен Кунлун се състои от кристалинна осова зона, изградена от докамбрийски метаморфни скали, пронизани от палеозойски гранитоиди и обградена от палеозойски огъвания. Североизточното огъване е изградено от три комплекса с различна възраст: пясъчно-шистов от долния палеозой; теригенно червеноцветен и варовико-кредно-вулканогенен от средния палеозой; морски теригенно-карбонатно-кредно-вулканогенен на северозапад и континентално теригененен на югоизток от горния палеозой. Сходен строеж със североизточното огъване има и по-слабо изразеното югозападно огъване. Източен Кунлун е изграден от ордовишко-силурски пясъчници и шисти, които на север под ъгъл и несъгласувано препокриват пясъчно-шистови въгленосни и вулканогенни горнопалеозойски комплекси, а на юг – триаски червеноцветни пясъчници. Върху среднопалеозойските структури на изток е наложена юрска падина с въгленосни пясъчно-шистови наслаги. Докамбрийски и горнопалеозойски гронитоиди има само по крайното издигане на древния Таримски масив, в северните хребети. През мезозоя и кайнозоя целия Кунлун е подложен епиплатформено сводово-блоково издигане. В Източен Кунлун има проявления на нов вулканизъм (в изворите на река Керия и в хребета Аркатаг).
В Западен Кунлун се разработват находища на злато, железни, калаени, волфрамови е полиметални руди, всички те свързани с горнопалеозойските гранитоидни. Експлоатират се още находища на горнопалеозойски въглища, планински кристал, нефрит и диаманти.

## Географска характеристика

### Релеф
Общото простиране на Кунлун е близко до паралела 36° с.ш. Почти по цялото си протежение се състои от паралелни (успоредни) планински вериги, разделени от обширни падини и тесни грабенообразни долини, височината на които нараства от север на юг. Над Тибетската планинска земя Кунлун се издига само на 1000 – 1500 m, а на север, над Кашгарска равнина и пустинята Алашан, относителните превишения достигат до 4500 m. Северните склонове на планинската система са дълги, стръмни и сложно разчленени, а южните – къси, често представени само от слабо разчленени отстъпи. В орографско и геоморфоложко отношение Кунлун се поделя на две неравни части: западна – къса и тясна и източна – основна, дълга и широка.
- Западен Кунлун (между Памир и долината на река Керия) се състои от три паралелни вериги, разделени от тесни междупланински долини, като тук общата ширина на планината не превишава 100 km. Най-високите върхове се намират на запад – Конгур (7649 m), Музтагата (7555 m) и на изток, в басейна на горното течение на река Хотан – Музтаг (7282 m), Карангутаг (7013 m). В централните части на Западен Кунлун хребетите са снижени и даже най-високите върхове рядко достигат 6000 m. Между долините на реките Хотан и Керия северната верига на Западен Кунлун пресъсва и хребетите от вътрешната (средна) верига се оказват на границата с Кашгарска равнина, към която се спускат с гигантски отстъп.
- Източен Кунлун се характеризира със сложно разположени планински вериги, ограждащи широки междупланински равнини. Единното простиране на хребетите тук се нарушава, като някои от тях се разполагат под различни ъгли един от друг. Общата ширина на планинската система тук достига на места до 600 km. Северната верига на Източен Кунлун образува изпъкнала на север дъга, която много изследователи и географи разглеждат като самостоятелна орографска (планинска) система. Западната част на дъгата, с ширина 30 – 40 km, съставляват хребетите Руски (6626 m) и Алтънтаг (6161 m). Източната част на дъгата изгражда другата голяма планинска система на Наншан (6346 m), с обща ширина до 300 km и отделена от основните вериги на Източен Кунлун от Цайдамската котловина. Височината на хребетите в Наншан достига 5400 – 6300 m, а на разположените между тях междупланински долини – 3200 – 3600 m. Основните вериги на Източен Кунлун се простират южно от Цайдамската котловина и северно от Тибетската планинска земя. Ораграфски възел на тази част от Кунлун се явява хребета Аркатаг (Пржевалски), в който се намират най-високите върхове на целия Кунлун – Улугмузтаг 7723 m и Чонг Карлъктаг (Шапката на Мономаха) 7720 m. Най-високите части на хребета почти на 1000 m по вертикала са покрити с вечни снегове и ледници. Южно от него се простира мощния хребет Кукушили (6000 m), Бокалъктаг (Марко Поло, 6300 m), Баян Хара Ула (5500 m) и др. Високите равнини, разделящи вътрешните вериги на Източен Кунлун имат ландшафти, сходни със студените пустини на Тибетската планинска земя.[1]

Като цяло хребетите на Кунлун се характеризират с широки, слабо разчленени вододели, с обширни участъци от древен пенеплен. По най-високите части има многочислени подвижни сипеи, а в подножията – наносни конуси с изнесени от водите и ветровете разрушен скален материал. Покрай северните склонове на Кунлун ярко се проявяват ветровата ерозия и акумулативните форми на релефа, образуването на дебела льосова покривка, разположена на места до 4000 m н.в. и др.

### Климат
Климатът в Кунлун е рязко континентален с големи годишни и денонощни температурни амплитуди и изключителна сухота. В долния планински пояс, граничен с Кашгарска равнина и пустинята Алашан, средната юлска температура е 25 – 28°С, а средната януарска – под -9°С. Във високите части средната юлска температура не превишава 10°С, а зимната често пада под -35°С. Годишната сума на валежите в предпланинските райони на места е под 50 mm и само на запад към Памир и на изток към Сино-Тибетските планини тяхното количество се увеличава до 500 mm. Над 80% от валежите падат през летния сезон.

### Води, ледници
Планинската система на Кунлун е бедна на водни ресурси. Годишният отток на всички реки в планината е едва 3100 m³/s, като голяма част от оттока постъпва от съседните райони на Каракорум, където са разположени изворите на някои от по-големите реки (Яркенд, Каракаш и др. Около 60 – 80% от годишния отток на реките в Кунлун се пада през лятото, когато в планините става интензивно снего- и ледотопене и падат максимум валежи. През зимата реките често пресъхват, а във високите части замръзват до дъно. През пролетта и есента оттокът им е незначителен. Най-големите езера са разположени в Източен Кунлун: безотточното езеро Кукунор в пределите на Наншан, Орин Нур и Джарин Нур в горното течение на Хуанхъ.
Въпреки значителната надморска височина на Кунлун неговото заледяване е слабо поради крайната сухота на климата. Общата площ на ледниците е 14 300 km², като основните ледници са разположени на височина към 7000 m. Към тях се отнасят масивите Конгур, Музтагата, Музтаг, Чонг Карлъктаг. Най-големият ледник Юрункаш в басейна на река Хотан има дължина 39 km. Ледниците се отнасят към т.нар. туркестански тип със слабо развити фирнови области и преоладаване на лавинното подхранване. В планината не е имало и голямо древно заледяване. Съвременната снежна линия на запад и изток преминава на 5000 – 5200 m, а в средните части – на височина 5700 – 5800 m. Вечните снегове са разположени само по най-високите гребени и върхови и не образуват големи фирнови полета.

### Почви, растителност, животински свят
В Кунлун преобладават сухостепните и пустинните ландшафти. Широко разпространени са сивоземните почви, развити върху льосови и льосовидни наслаги, почти лишени от хумус. В западните хребети и в Източен Кунлун, където овлажняването е малко по-голямо и растителността по-богата се появяват кафяви почви. За всички почви в планината е характерно високото съдържание на груби скелетни елементи, те често не са диференцирани на генетични хоризонти, имат малка мощност и са развити фрагментарно.
Природните условия са малко благоприятни за растежа на растения поради примитивните почви, крайния дефицит на влага, а в най-високите части и от недостига на топлина. Видовия състав е много беден, а растителната покривка силно разредена. В средната, най-аридна част на Кунлун навсякъде господстват пустините. В долните части на склоновете преобладават лишените от растителност пространства, редуващи се с малки участъци с разредена растителна покривка с участието на симпегма, поташник, реомюрия, ефедра, селитрянка. На височина 2500 – 5000 m преобладава симпегмата и пелина с примеси от ефедра, астрагал и терескен, а във високопланинския пояс (над 5000 m ) – терескен, проломник, пижма и акантолимон. Почти повсеместно господстват ландшафтите на студените пустини. В западните и източни части на Кунлун височинната поясност се усложнява. В средния пояс, освен пустини, се развиват опустинени степи с разредена растителна покривка съставена от пелин, коило, метличина и типчак. Нагоре се появяват планински степи и отделни масиви от гори, съставени от тяншански смърч и дървовидна хвойна, редуващи се с пасища. Долната граница на гората се намира в пределите от 3500 до 4000 m.
Животинският свят е представен предимно от копитни животни и гризачи прехождащи от пустините и степите на Централна Азия. От копитните най-характерни са планинския овен (на запад – архар, на изток – кукуяман), планинския козел, магарето кулан и по-рядко дивия як. Гризачите (мармоти, полевки) са разпространени предимно по склоновете с пасища. Има многочислени сеносъбирачи. Най-характерните хищници са вълк, лисица, мечка, днежен барс.

## Население
Постоянно население в Кунлун се среща само по долините на по-големите реки, на височина до 3000 m. Основният му поминък е земеделие (до височина 3000 m се сее пшеница, а до 3600 m – ечемик) и номадско животновъдство (отглеждане на овце, кози и якове). Керванските пътища са малко и трудно проходими. От трите автомобилни пътища единия преминава покрай северните склонове на планината, а другите два отиват на юг към Тибет и пресичат нейните крайни западни и източни части. През 2006 г се пусна в експлоатация и скоростната Цинхай-Тибетската железопътна линия, свързваща централните части на Китай с град Лхаса, административен център на Тибетския автономен регион.

## Откриване и изследване
Първият европеец дал сведения за планината е Марко Поло, който през 1275 г. достига до нейните най-източни части. Повече или по-малко систематизирани сведения за планинската система били получени от италианския мисионер-йезуит Иполито Дезидери през 1716 г., а също и от френските католически мисионери Еварист Хюк и Жан Габе през 1844 г..
През последната четвърт на 19-ти век множество, предимно руски пътешественици, географи, учени и изследователи откривата, опознават, изследват и картират големи участъци от грандиозната планинска система на Кунлун. Най-видните от тях са:
- Николай Михайлович Пржевалски (1872 – 73, 1876 – 77, 1879 – 80, 1883 – 85)[2]
- Всеволод Иванович Роборовски (1879 – 80, 1883 – 85, 1889 – 90, 1893 – 95)[2]
- Пьотър Кузмич Козлов (1883 – 85, 1889 – 90, 1893 – 95)[2]
- Григорий Николаевич Потанин (1889 – 90)[2]
- Братята Владимир Ефимович и Григорий Ефимович Грум-Гржимайло (1889 – 90)[2]
- Бронислав Громбчевски (1888 – 90)[2]
- Михаил Василиевич Певцов (1889 – 90)[2]
- Карл иванович Богданович (1889 – 90)[2]
- Свен Хедин (1890 – 91, 1893 – 97)[2]
- Владимир Афанасиевич Обручев (1893 – 94)[2]

## Галерея
- Река Каракаш в Западен Кунлун
- Една от планините на Кунлун (рисунка)
- Прохода Кунлун (картина)
- Южната страна на масива Конгур
- Връх Юйджоу в източната част на хребета Бокалъктаг